# William Nyon Bany
William Nyon Bany (de vegades William Nyuon Bany) fou un militar i polític sudanès, nascut a Ayot vers el 1944, de l'ètnia dinka.
Va lluitar a la primera guerra civil amb l'Anya-Anya I. El 16 de maig de 1983 Kerubino Kwanyin Bol va iniciar la guerra civil; el juny les forces de Nyon van atacar als soldats sudanesos a Ayot. John Garang va fundar el SPLM/SPLA i el seu estat major va estar format pel mateix Garang (cap per ser el de més alta graduació), amb Kerubino de segon per ser el primer a disparar, i els altres tres segons la graduació.
Va dirigir l'anomenat batalló Funj amb el qual va destacar en l'atac a Kurmuk el 10 de novembre de 1989.
El 1991 va alliberar Kerubino i Arok Thon Arok, empresonats per Garang, i de fet va afavorir la declaració de Nasir del 28 d'agost de 1991 amb la qual es pretenia deposar Garang, però les forces lleials a aquest van resistir.
El 1992 Bany que aparentment es mantenia lleial a Garang, fou enviat per aquest a les converses d'Abuja (Nigèria) amb el govern sudanès (juny) i allí va fer defecció i el van seguir dos grups aliats de Garang: la Nuba Mountains People's Liberation Movement (NMPLM), dirigida per Mohammed Harun Kafi, i la South Sudan Independence Group (SSIG) de Kawac Makwei. Bany va passar al SSIM i el març de 1993 se'ls va unir Kerubino que havia estat alliberat del seu empresonament a Uganda.
En aquell moment (març de 1993) la SPLA estava dividida en cinc faccions:
- SPLA-Torit de John Garang
- SPLA-Bor, d'Arok Thon Arok
- SPLA de Nyon Bany i Josep Oduhu
- SPLA-Nasir, de Riak Machar i Lam Akol
- SPLA-Bahr al-Ghazal, de Kerubino Kwanyn Bol

Les quatre darreres es van unir (Declaració de Kongor) i van formar la facció SPLA-Unity però Riak Machar i Lam Akol es van separar i Machar va formar el Southern Sudan Independence Movement (SSIM) i Lam Akol va formar la facció SPLA-Nasir United o SPLA-United. Machar es va entrevistar amb Oduhu però aquest va morir en un atac del SPLA de Garang mentre es feia la reunió. Nyon Bany va entrar al SSIM. Kerubino va mantenir la seva pròpia facció. Thon Arok es va unir amb Lam Akol.
El 14 d'agost de 1994 Bany va anunciar que havia deposat al cap del seu grup Riak Machar i havia format un executiu provisional anomenat SSIM II. Però Machar va conservar el poder i la majoria de les forces.
El 27 d'abril de 1995 Bany es va reconciliar amb el SPLA de Garang (Declaració de Lafon) i el seu grup va retornar al SPLA. Richard Mulla, que havia abandonat el SPLA el 1992 i acabava de fundar el South Sudan Freedom Front (SSFF), va retornar al grup de Garang, seguint a Bany.
Va morir en un atac del SSIM el 13 de gener de 1996.